# مركز شرق النهر
مركز شرق النهر هو ناطحة سحاب في شيكاغو الذي هو جزء من مجمع أكبر نهر الشرق . البرج، والتي تحتوي على 620 وحدة سكنية، ويقع في 644 قدم ( 196 متر ) مع 58 طوابق، واكتمل في عام 2001. و بناء، والتي صممها DeStefano + الشركاء، ودعا في الأصل ل أبراج فوق السقف على جميع الأطراف التي سيكون لها كبير أثار ارتفاع الرسمية إلى 680 قدم . كما هو عليه اليوم، مركز الشرق نهر هو ثالث أطول مبنى كل السكنية في شيكاغو . مبنى يشارك قاعدة مشتركة مع قريب 18 قصة السفارة أجنحة يكفرونت . قاعدة مركز الشرق نهر يحتوي أيضا على مسرح AMC ، أكبر سينما في مدينة شيكاغو مع 21 الشاشات.

## انظر ايضاً
- قائمة أطول المباني في شيكاغو